# Sempere (Espagne)
Pour les articles homonymes, voir Sempere.
Sempere (en valencien et en castillan) est une commune de la province de Valence, dans la Communauté valencienne, en Espagne. En valencien, on trouve une autre dénomination Sant Pere d'Albaida. La commune est située dans la comarque de la Vall d'Albaida et dans la zone à prédominance linguistique valencienne.

## Géographie

Localisation de Sempere
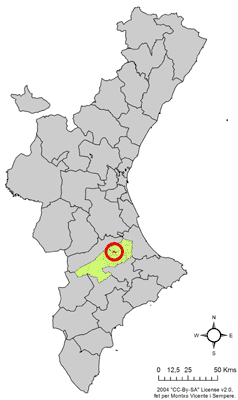
dans la Communauté valencienne.
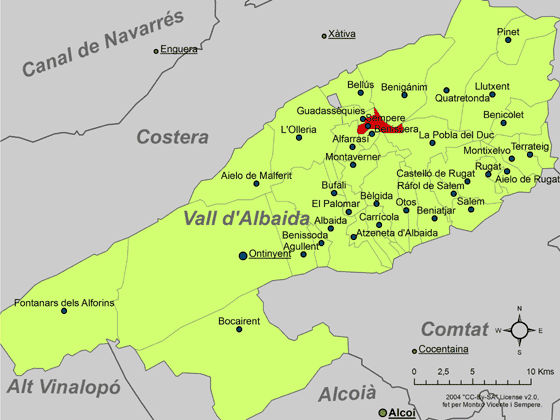
dans la comarque de la Vall d'Albaida.